# Efecte De Haas-Van Alphen
L'efecte De Haas–Van Alphen, sovint abreujat a DHVA, és un efecte mecànic quàntic en el qual la susceptibilitat magnètica d'un cristall de metall pur oscil·la a mesura que augmenta la intensitat del camp magnètic B. Es pot utilitzar per determinar la superfície de Fermi d'un material. Altres magnituds també oscil·len, com ara la resistivitat elèctrica (efecte Shubnikov-de Haas), la calor específica i l'atenuació i la velocitat del so. Porta el nom de Wander Johannes de Haas i el seu alumne Pieter M. van Alphen. L'efecte DHVA prové del moviment orbital dels electrons itinerants en el material. Un fenomen equivalent a camps magnètics baixos es coneix com a diamagnetisme de Landau.

## Descripció
La susceptibilitat magnètica diferencial d'un material es defineix com
{\displaystyle \chi ={\frac {\partial M}{\partial H}}}
on {\displaystyle H} és el camp magnètic extern aplicat i {\displaystyle M} la magnetització del material. Tal que {\displaystyle \mathbf {B} =\mu _{0}(\mathbf {H} +\mathbf {M} )}, on {\displaystyle \mu _{0}} és la permeabilitat al buit. A efectes pràctics, el camp aplicat i el camp mesurat són aproximadament el mateix {\displaystyle \mathbf {B} \approx \mu _{0}\mathbf {H} } (si el material no és ferromagnètic).
Les oscil·lacions de la susceptibilitat diferencial quan es representen en contra {\displaystyle 1/B}, tenir un període {\displaystyle P} (en tesles−1) que és inversament proporcional a l'àrea {\displaystyle S} de l'òrbita extrema de la superfície de Fermi (m−2), en la direcció del camp aplicat, és a dir
{\displaystyle P\left(B^{-1}\right)={\frac {2\pi e}{\hbar S}}}
on {\displaystyle \hbar } és constant de Planck i {\displaystyle e} és la càrrega elemental. L'existència de més d'una òrbita extrema fa que se superposin múltiples períodes. Es pot obtenir una fórmula més precisa, coneguda com a fórmula de Lifshitz–Kosevich, utilitzant aproximacions semiclàssiques.
La formulació moderna permet la determinació experimental de la superfície de Fermi d'un metall a partir de mesures realitzades amb diferents orientacions del camp magnètic al voltant de la mostra.

## Història
Va ser descobert experimentalment l'any 1930 per WJ de Haas i PM van Alphen sota un estudi acurat de la magnetització d'un sol cristall de bismut. La magnetització oscil·lava en funció del camp. La inspiració per a l'experiment va ser l'efecte Shubnikov-de Haas descobert recentment per Lev Shubnikov i De Haas, que va mostrar oscil·lacions de la resistivitat elèctrica en funció d'un camp magnètic fort. De Haas va pensar que la magnetoresistència hauria de comportar-se de manera anàloga.
La predicció teòrica del fenomen va ser formulada abans de l'experiment, el mateix any, per Lev Landau, però la va descartar perquè pensava que els camps magnètics necessaris per a la seva demostració encara no es podrien crear en un laboratori. L'efecte es va descriure matemàticament mitjançant la quantificació Landau de les energies d'electrons en un camp magnètic aplicat. Cal un camp magnètic homogeni fort — normalment diversos tesles — i una temperatura baixa perquè un material mostri l'efecte DHVA. Més tard a la vida, en una discussió privada, David Shoenberg va preguntar a Landau per què pensava que una demostració experimental no era possible. Va respondre dient que Pyotr Kapitsa, assessor de Shoenberg, l'havia convençut que aquesta homogeneïtat en el camp no era pràctica.
Després de la dècada de 1950, l'efecte DHVA va adquirir una rellevància més àmplia després que Lars Onsager (1952), i independentment, Ilya Lifshitz i Arnold Kosevich (1954), assenyalen que el fenomen es podria utilitzar per a la imatge de Fermi. superfície d'un metall. El 1954, Lifshitz i Aleksei Pogorelov van determinar el rang d'aplicabilitat de la teoria i van descriure com determinar la forma de qualsevol superfície de Fermi convexa arbitrària mesurant les seccions extremes. Lifshitz i Pogorelov també van trobar una relació entre la dependència de la temperatura de les oscil·lacions i la massa del ciclotró d'un electró.
A la dècada de 1970, la superfície de Fermi de la majoria dels elements metàl·lics s'havia reconstruït utilitzant els efectes De Haas–Van Alphen i Shubnikov–de Haas. Des d'aleshores han aparegut altres tècniques per estudiar la superfície de Fermi com l'espectroscòpia de fotoemissió resolta per angle (ARPES).